# دراسات المجتمع
دراسات المجتمع هي مجال أكاديمي يستند إلى علم الاجتماع وعلم الإنسان ومناهج البحث الاجتماعي لوصف الأعراق البشرية وملاحظة المشارك في دراسة المجتمع. في البيئات الأكاديمية حول العالم، تتخذ دراسات المجتمع وجوهًا مختلفة فهي إما تخصص فرعي لعلم الإنسان أو علم الاجتماع أو تخصص مستقل، كما أنه عادة ما يكون تخصصًا متداخلاً يتم تكييفه للاستخدام في تطبيقات معينة بدلاً من أن يظل آراء نظرية بحتة. في بعض الأحيان، يتم ضم دراسات المجتمع إلى مجالات أخرى مثل «دراسات الحضر والمجتمع» أو «الصحة ودراسات المجتمع» أو «الأسرة ودراسات المجتمع».

## نظرية المعرفة
في أمريكا الشمالية، استلهمت دراسات المجتمع أفكارها من النصوص الكلاسيكية لعلم الاجتماع الحضري الذي أبدعته مدرسة شيكاغو مثل أعمال لويس ويرث وويليام فوت وايت. أما في بريطانيا، فتم تطوير دراسات المجتمع لمديري المستعمرات الذين يعملون في غرب إفريقيا لاسيما في كينيا، ثم شهدت مزيدًا من التطور في فترة ما بعد الحرب مع إنشاء معهد دراسات المجتمع على يد مايكل يونج في غرب لندن والدراسات التي نشرها المعهد مثل الأسرة والقرابة في غرب لندن (Family and Kinship in East London).
عادة ما تفترض دراسات المجتمع مثل علم الإنسان الاستعمارية: الاستعماري وجود مجتمعات قائمة بذاتها ومتجانسة نسبيًا تشبه القبائل تقريبًا يمكن دراستها على اعتبارها كليات لا تتجزأ. ومن هذا المنظور، كانت دراسات المجتمع مؤثرًا رئيسيًا على الطائفية والشيوعية بداية من النطاق المحلي إلى العالم وما بينهما.

## المناهج
تتمحور مناهج دراسات المجتمع عادة حول «هموم» المجتمع، والتي تتضمن الصحة العقلية والجسدية والضغط والإدمان ومرض الإيدز والعنصرية والهجرة والإثنية والنوع والهوية والحياة الجنسية والبيئة والجريمة والانحراف والجنوح والمشكلات الأسرية والكفاءة الاجتماعية والفقر والتشرد والجوانب النفسية والاجتماعية الأخرى. هذا ويعد فهم التكامل الاجتماعي والثقافي وتشعبات علم الإنسان للوصول إلى تحليل دقيق لصحة المجتمع مفتاحًا لمجال هذه الدراسات.
تركز مناهج دراسات المجتمع أيضًا على علم الإنسان، لاسيما علم الإنسان الثقافي، حيث تحدد بعض البرامج كشرط أساسي لها معرفة خلفية المجتمع والسياقات التاريخية له بالاستقاء من الاكتشافات الأثرية والأسس النظرية للوصول إلى معرفة التنظيم الاجتماعي وشكل المجتمع في التاريخ القديم وفترة ما قبل التاريخ. وتمثل النظريات المتصلة بما يعرف بـ «الثورة النيوليثية» مثالاً لدراسة متعمقة في كيفية نشأة مجتمعات الصيد وجمع الثمار وأماكنها وأسبابها.
وقد ارتبطت دراسات المجتمع بأسباب تحقيق العدالة الاجتماعية وتعزيز السلام ونبذ العنف والعمل على الوصول إلى التغيير الاجتماعي والذي عادة ما يحدث في إطار النشطاء.

## الكليات التي تركز على دراسات المجتمع
- دراسات الحضر والمجتمع في جامعة كونيتيكت
- برنامج دراسات المجتمع في جامعة كولورادو بولدر.
- دراسات الحضر والمجتمع في معهد روتشستر للتكنولوجيا.
- كلية المجتمع والخدمة العامة في جامعة ماساتشوستس في بوسطن
- المقررات المتكاملة لمناهج دراسات الطفل والأسرة والمجتمع في كلية دوجلاس (كولومبيا البريطانية، كندا)
- مركز دراسات المجتمع في كلية بيبودي-فاندربيلت
- مركز دراسات الحضر والمجتمع في جامعة تورونتو
- معهد الصحة ودراسات المجتمع في جامعة بورنموث (المملكة المتحدة)
- المركز الأفريقي لدراسات المجتمع في جامعة أكرون
- قسم سياسة التعليم ودراسات المجتمع في جامعة ويسكونسن ميلووكي.
- التركيز التكاملي للدراسات - المجتمع في جامعة جورج ماسون
- قسم دراسات المجتمع والزراعة والترفيه والمصادر في جامعة ولاية ميتشجان
- قسم السياسة الاجتماعية والتعليم في كلية بيركبيك، جامعة لندن (المملكة المتحدة)

## كتابات أخرى
- تطور المجتمع
- علم نفس المجتمع